# Cầu cạn Glenfinnan

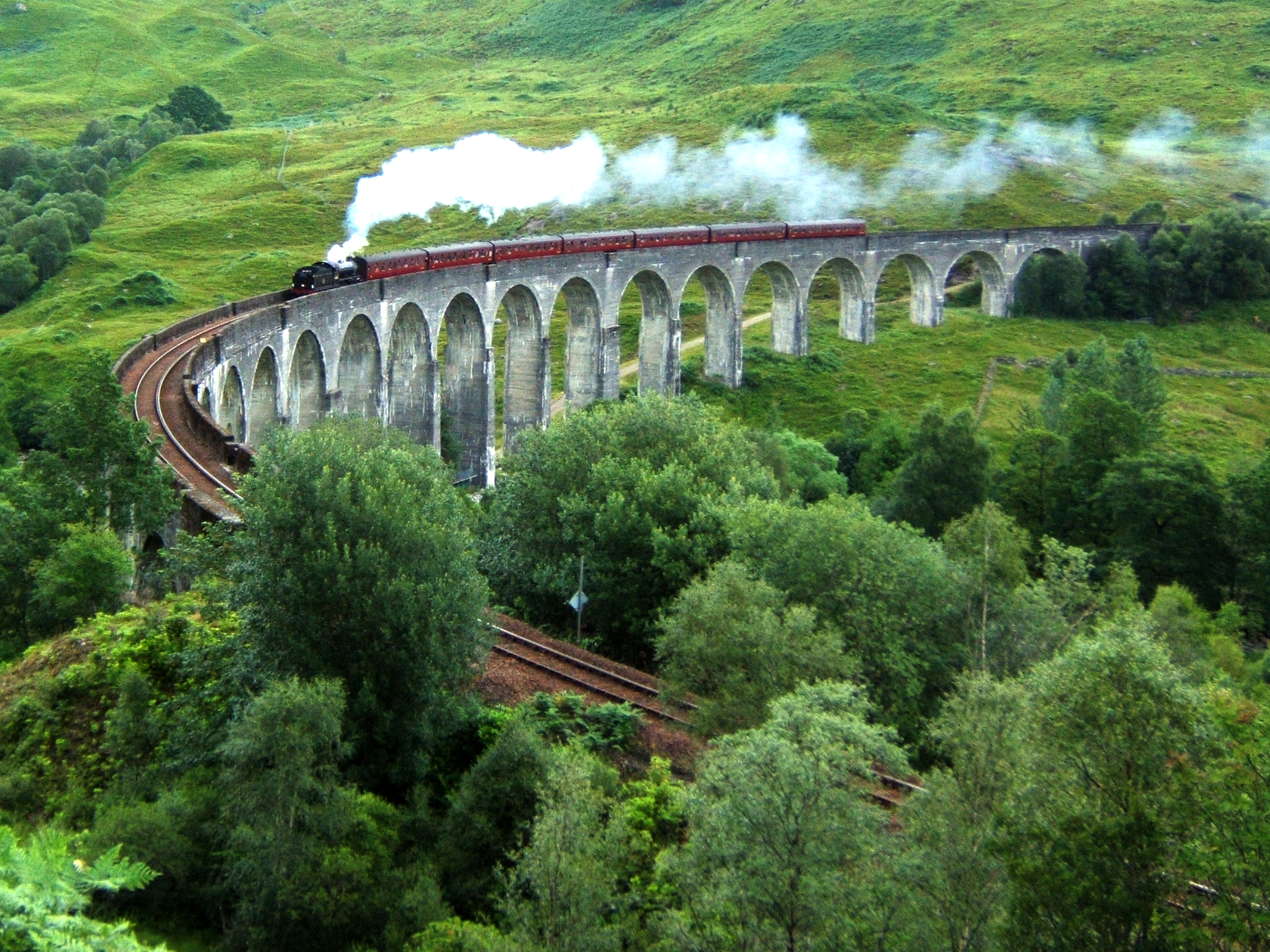
Cầu cạn Glenfinnan

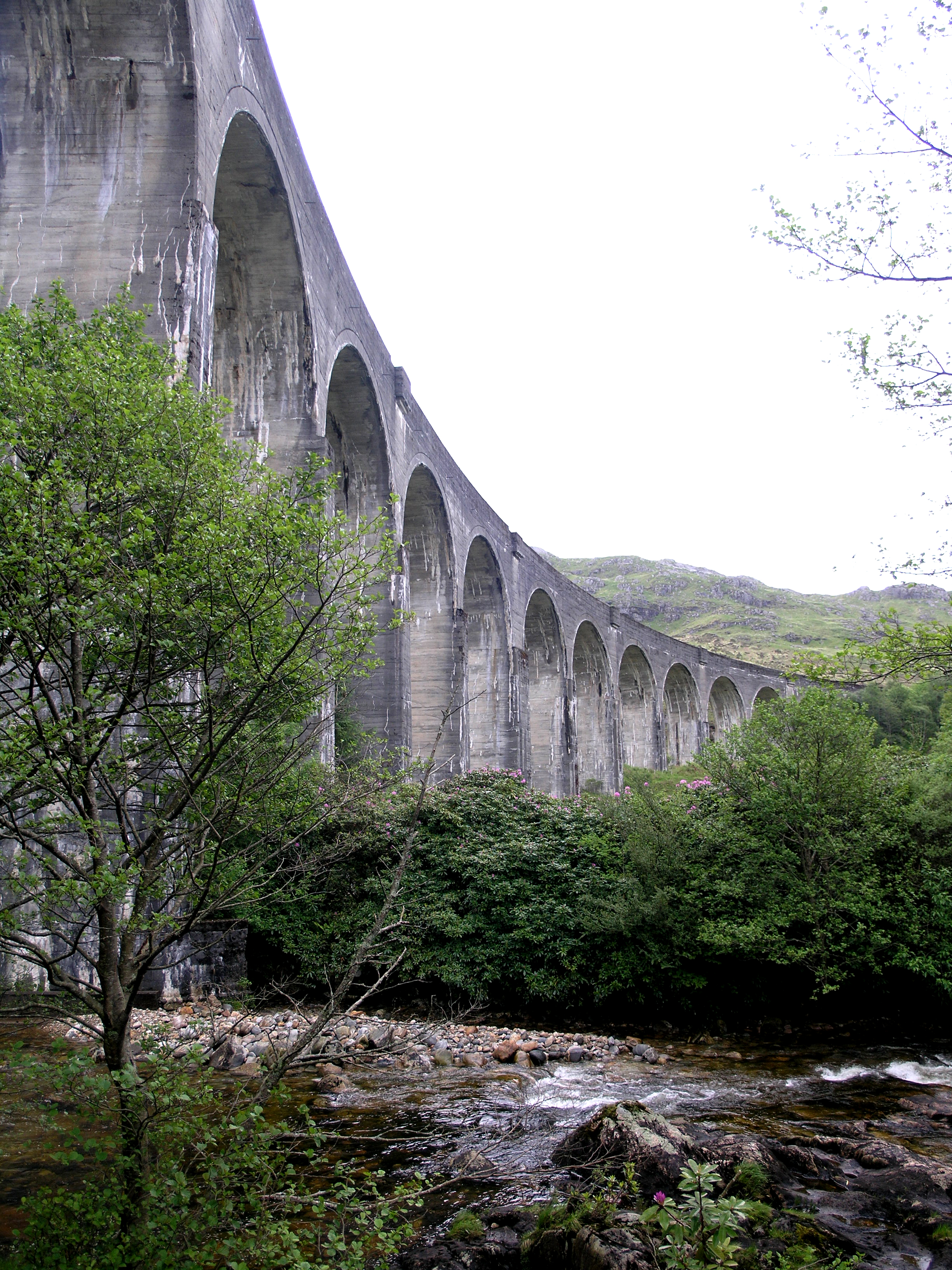
Những mái và cột vòm bằng bê tông của cầu cạn.

Cầu cạn Glenfinnan là một cầu cạn đường sắt trên tuyến đường sắt West Highland, thuộc làng Glenfinnan, Lochaber, Highland, Scotland. Nó được xây dựng từ tháng 7 năm 1897 tới tháng 10 năm 1898 thì hoàn thành, với chi phí 18.904 bảng Anh lúc bấy giờ. Nằm ở trên cùng của hồ Loch Shiel, phía Tây cao nguyên Scotland, cầu cạn nhìn ra Đài tưởng niệm Glenfinnan và hồ Loch Shiel.

## Xây dựng
Cầu cạn Glenfinnan là một phần của việc mở rộng về Mallaig của tuyến đường sắt West Highland được xây dựng giữa năm 1897 tới 1901.
Công trình được xây dựng bởi công ty Sir Robert McAlpine với thiết kế kỹ thuật bao gồm 21 vòm, sử dụng bê tông là nguyên liệu chủ yếu. Mỗi vòm dài 15 mét và có chiều cao tối đa là 30 mét.
Theo truyền thuyết, trong quá trình xây dựng, một người đánh xe ngựa đã thiệt mạng khi chiếc xe rơi xuống một trong những trụ vòm và bị chôn vùi trong bê tông. Nghiên cứu gần đây đã chỉ ra rằng, sự việc này xảy ra tại cầu cạn Loch Nan Uamh, gần Arisaig và người lái xe may mắn sống sót sau khi rơi xuống đường.

## Chức năng
Cầu cạn đường sắt kết nối Fort William và Mallaig, và là một con đường huyết mạch rất quan trọng cho ngành công nghiệp đánh cá địa phương nói riêng và nền kinh tế của toàn bộ khu vực Highland nói chung, đã bị suy giảm sau cuộc di cư bắt buộc dân cư ra khỏi vùng cao Highland của những năm 1800.
Tuyến đường sắt được sử dụng bởi xe lửa chở khách do công ty điều hành xe lửa ScotRail tuyến từ Glasgow Queen Street tới Mallaig. Ngoài ra, vào mùa hè, đầu máy hơi nước Jacobite cũng hoạt động trên tuyến đường sắt này. Đây là sự kiện du lịch nổi tiếng trong khu vực, và cầu cạn là một trong những điểm tham quan chính của đoàn tàu.

## Văn hóa

Cầu cạn được in trong tờ 10 bảng của Ngân hàng Scotland.

Glenfinnan đã được sử dụng như một địa điểm trong một số bộ phim và phim truyền hình như Ring of Bright Water, Charlotte Gray, Monarch of the Glen, Stone of Destiny, German Charlie und Louise, và ba phần của series phim Harry Potter.
Cầu cạn Glenfinnan còn là hình ảnh được in trên một số tờ giấy bạc Scotland. Ngân hàng Scotland phát hành tờ 10 bảng vào tháng 9 năm 2007 có in hình cầu cạn Glenfinnan.